# 遠賀川西四国
遠賀川西四国は、1903年（明治36年）に開設された、遠賀川西岸流域に点在する霊場。地域は、福岡県遠賀郡の芦屋町、岡垣町、遠賀町にわたる。毎年3月25日から末日が順礼日。遠賀川西四国八十八ヶ所参拝団がある。